# Foordus stefani
Genre
Espèce
Foordus stefani, unique représentant du genre Foordus, est une espèce d'araignées aranéomorphes de la famille des Salticidae.

## Distribution
Cette espèce est endémique du KwaZulu-Natal en Afrique du Sud,. Elle se rencontre vers Hluhluwe.

## Description
Le mâle holotype mesure 2,05 mm et la femelle paratype 2,10 mm.

## Systématique et taxinomie
Cette espèce a été décrite par Azarkina en 2024.
Ce genre a été décrit par Azarkina en 2024 dans les Salticidae.

## Étymologie
Cette espèce est nommée en l'honneur de Stefan Hendrik Foord.
Ce genre est nommé en l'honneur de Stefan Hendrik Foord.

## Publication originale
- Azarkina, 2024 : « Foordus gen. nov., a new genus of euophryine jumping spider from South Africa (Salticidae, Araneae). » African Invertebrates, vol. 65, no 2, p. 75-83 (texte intégral).